# Szubhamiltoni gráf
A matematika, azon belül a gráfelmélet és gráfábrázolás területén egy szubhamiltoni gráf egy Hamilton-körrel rendelkező síkbarajzolható gráf részgráfja.

## Definíció
Egy G gráf szubhamiltoni, ha G részgráfja az azonos csúcshalmazzal rendelkező aug(G) kiegészített (augmentált) gráfnak, melyre igaz, hogy aug(G) síkbarajzolható és van Hamilton-köre. Ahhoz, hogy ez teljesüljön, magának G-nek síkbarajzolhatónak kell lennie, valamint lehetségesnek kell lennie annak, hogy a síkbarajzolhatóság megtartásával élekkel lehessen kiegészíteni (tehát nem lehet maximális síkbarajzolható) ahhoz, hogy az augmentált gráfban létezhessen minden csúcson pontosan egyszer áthaladó kör. Az aug(G) gráfot a G hamiltoni kiegészítésének nevezik.
Ezzel ekvivalens definíció lenne, hogy G akkor szubhamiltoni, ha egy Hamilton-körrel rendelkező síkbarajzolható gráf részgráfja, az azonos csúcshalmaz megkövetelése nélkül. Tehát, az alternatív definíció szerint lehetséges lenne G-hez csúcsokat és éleket is adni a Hamilton-kör létrehozásához. Ha azonban egy gráfot hamiltonivá lehet alakítani csúcsok és élek hozzáadásával, akkor azt meg lehet tenni csak élek hozzáadásával is, ezért ez az extra szabadság nem ad hozzá lényegeset a definícióhoz.
Egy szubhamiltoni gráf szubhamiltoni köre (subhamiltonian cycle) csúcsok olyan sorozata, melyre igaz, hogy az egymás követő csúcsok közé új élt illesztve a gráf síkba rajzolhatósága megőrződik. Egy gráf pontosan akkor szubhamiltoni, ha van szubhamiltoni köre.

## Története és alkalmazásai
A szubhamiltoni gráfok családját (bár nem ezen a néven) (Bernhart & Kainen 1979) vezette be, aki igazolta, hogy ezek éppen a kétlapos könyvbe ágyazással rendelkező gráfok. A szubhamiltoni gráfokat és a hamiltoni kiegészítéseket felhasználták a gráfábrázolásban, gráfok univerzális ponthalmazba való beágyazásában, több gráf szimultán beágyazásában és a hierarchikus gráfábrázolásban.

## Kapcsolódó gráfcsaládok
A síkbarajzolható gráfok némelyik osztálya minden esetben tartalmaz Hamilton-kört, ezért szubhamiltoni is; ezek közé tartoznak a 4-összefüggő síkbarajzolható gráfok és a Halin-gráfok.
Minden, legfeljebb négy maximális fokszámú síkbarajzolható gráf szubhamiltoni, ahogy a szeparáló háromszögek nélküli síkbarajzolható gráfok is.
Ha egy tetszőleges síkbarajzolható gráf éleit kettő hosszúságú utakra osztjuk fel, az eredményül kapott felosztott gráf minden esetben szubhamiltoni.

## Fordítás
- Ez a szócikk részben vagy egészben a Subhamiltonian graph című angol Wikipédia-szócikk ezen változatának fordításán alapul.  Az eredeti cikk szerkesztőit annak laptörténete sorolja fel. Ez a jelzés csupán a megfogalmazás eredetét és a szerzői jogokat jelzi, nem szolgál a cikkben szereplő információk forrásmegjelöléseként.